# DN74A
DN74A este un drum național din România, aflat în totalitate în județul Alba. El face legătura între DN74 și DN75, respectiv între orașele Abrud și Câmpeni.